# John Strachey
John Strachey (Londra, 5 giugno 1823 – Londra, 19 dicembre 1907) è stato un politico britannico. Fu viceré provvisorio d'India tra nel febbraio del 1872.

## Biografia

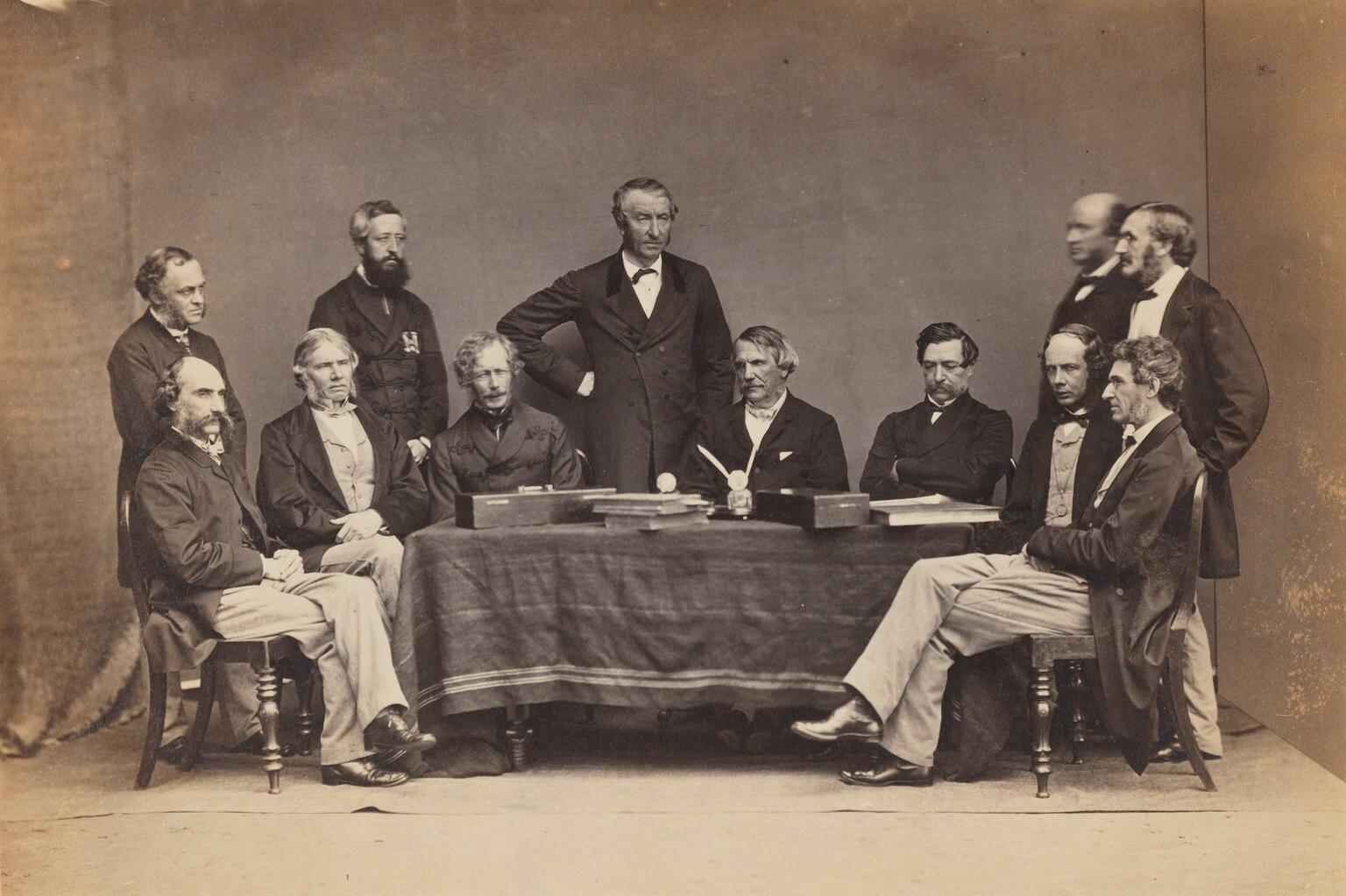
John Strachey, in piedi a destra, con John Lawrence, viceré d'India, e altri membri del consiglio c. 1864

Figlio quintogenito di Edward Strachey, figlio a sua volta di sir Henry Strachey, I baronetto, John nacque a Londra. Dopo aver frequentato l'East India Company College, Strachey entrò nel servizio coloniale nel Bengala nel 1842, passando poi alle province nord-occidentali dove occupò diverse posizioni di rilievo.
Nel 1861, Lord Canning lo nominò presidente di una commissione incaricata di investigare le cause dell'epidemia di colera scoppiata in quell'anno in India. Nel 1862 divenne commissario giudiziario per le Province Centrali. Nel 1864, dopo aver fatto rapporto sulle condizioni sanitarie dell'esercito, per suo merito venne istituita in India una commissione sanitaria permanente della quale gli venne affidata la presidenza.
Nel 1866, divenne Capo Commissario di Oudh, scelto da Lord Lawrence per rimediare per quanto possibile alle ingiustizie commesse durante la ribellione indiana del 1857 con la confisca di diverse proprietà terriere, mantenendo nel contempo i privilegi dei Talukdar dei grandi proprietari terrieri.
Nel 1868, divenne membro del consiglio del governatore generale, e dopo l'assassinio di Lord Mayo nel 1872 fu temporaneamente viceré dell'India. Nel 1874 venne nominato vice-governatore delle province nord-occidentali. Nel 1876, su richiesta di Lord Lytton e del segretariato di stato, gli venne consentito di lasciare il suo incarico e di tornare al consiglio del governatore generale come ministro delle finanze, posto che mantenne sino al 1880.
Durante questo periodo, durante il vicereame di lord Lytton, portò avanti una serie di riforme importanti. Sotto la sua guida vennero in gran parte completate le misure, già iniziate sotto lord Mayo, per decentralizzare il sistema finanziario dell'India. Venne ridotta la tassa sul sale e venne abolita la tassa sul cotone, garantendo così il libero commercio di tale bene con la madrepatria. Sottostimò invece le necessità dell'esercito che mostrò le proprie debolezze nel corso della seconda guerra anglo-afghana del 1878–80. Di questo errore Strachey fu tecnicamente responsabile e dovette quindi dimettersi. Dal 1885 al 1895 Strachey fu membro del consiglio del segretario di stato per l'India. Morì a Londra nel 1907.
Strachey fu patrono del Muhammadan Anglo-Oriental College di Aligarh.

## Opere

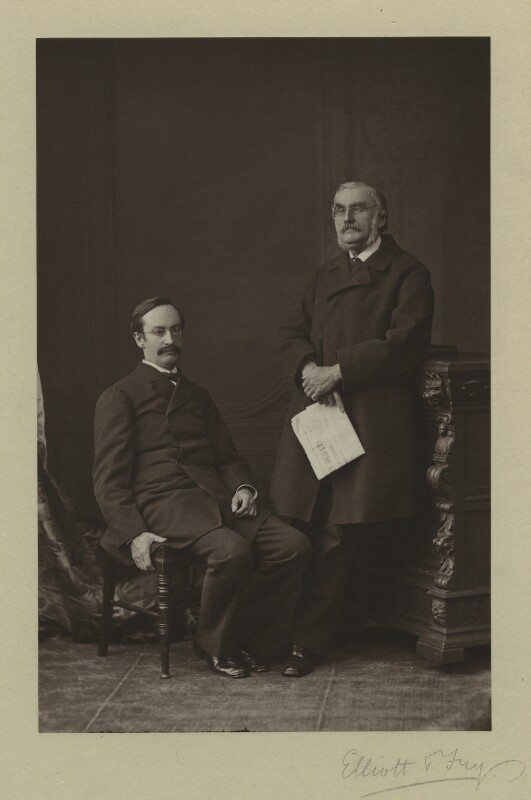
John Strachey (a sinistra) in una fotografia col fratello Sir Richard nel 1876

Strachey scrisse alcune opere con suo fratello, il tenente generale sir Richard Strachey tra cui The Finances and Public Works of India (1882), India (1903) e Hastings and the Rohilla War (1892). Egli si dedicò inoltre alla progettazione ed alla costruzione del Rail-cum-Road Bridge sul fiume Yamuna ad Agra. Non riuscì a vedere completato invece l'Arch Bridge che venne completato dopo la sua morte, nel 1908 dopo dieci anni di lavori. Il ponte venne chiamato in suo onore Strachey Bridge ed ancora oggi è il principale ponte ferroviario dell'area di Agra.

## Famiglia
Strachey sposò Katherine Batten, figlia di Joseph Batten, direttore dell'East India Company College, il 9 ottobre 1856, e la coppia ebbe insieme otto figli. Tra questi si ricorda sir Arthur Strachey (1858–1901), giudice in India. La loro figlia Winifred sposò Hugh Shakespear Barnes.